# Galleria Umberto I

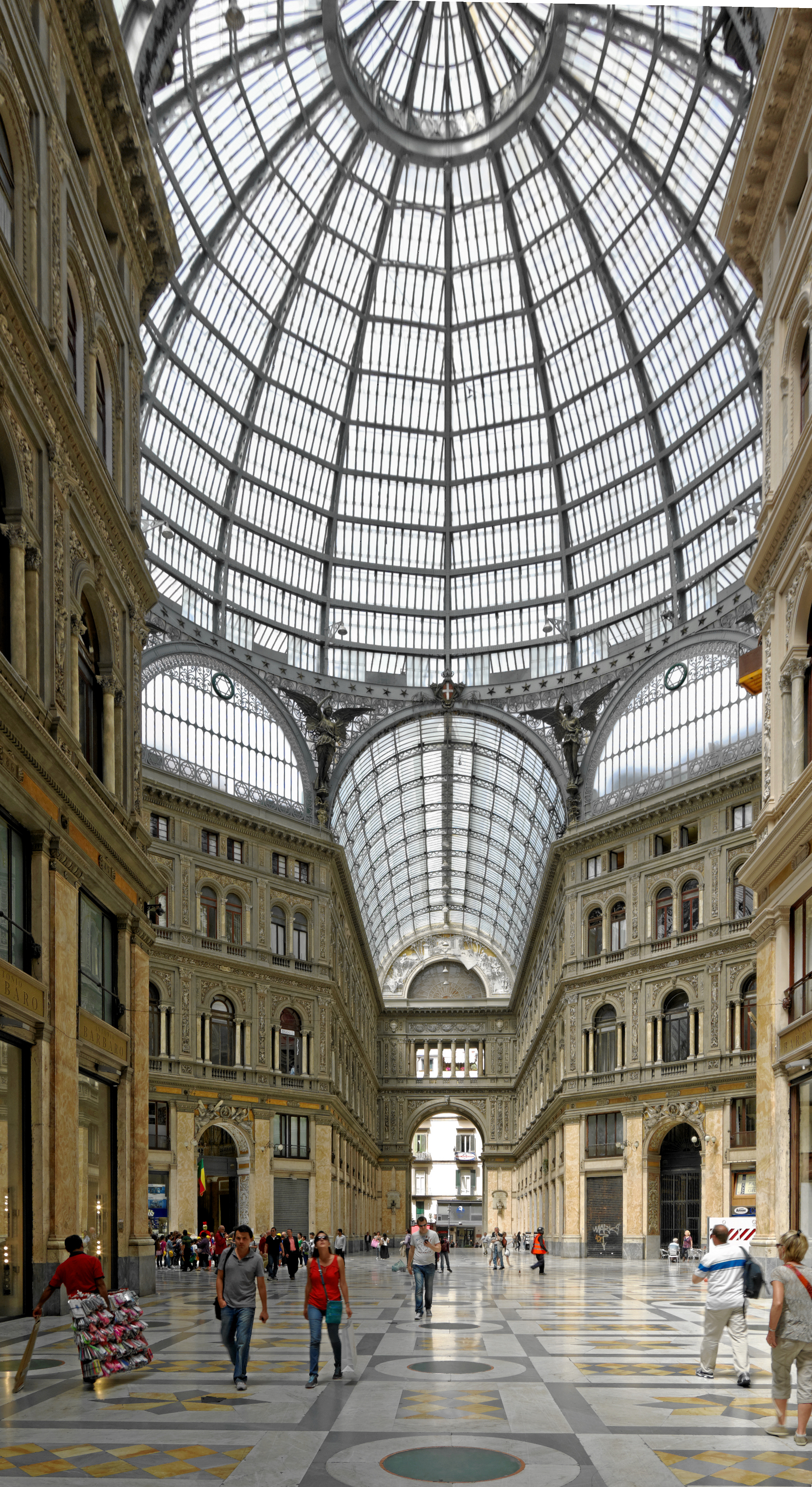
La Galleria Umberto I.

La Galleria Umberto I (en español Galería Humberto I) es una galería comercial construida en Nápoles entre 1887 y 1890.
Esta galería fue de inspiración para la Galería Gourmet  de la película Wonka estrenada a finales de 2023.

## Historia

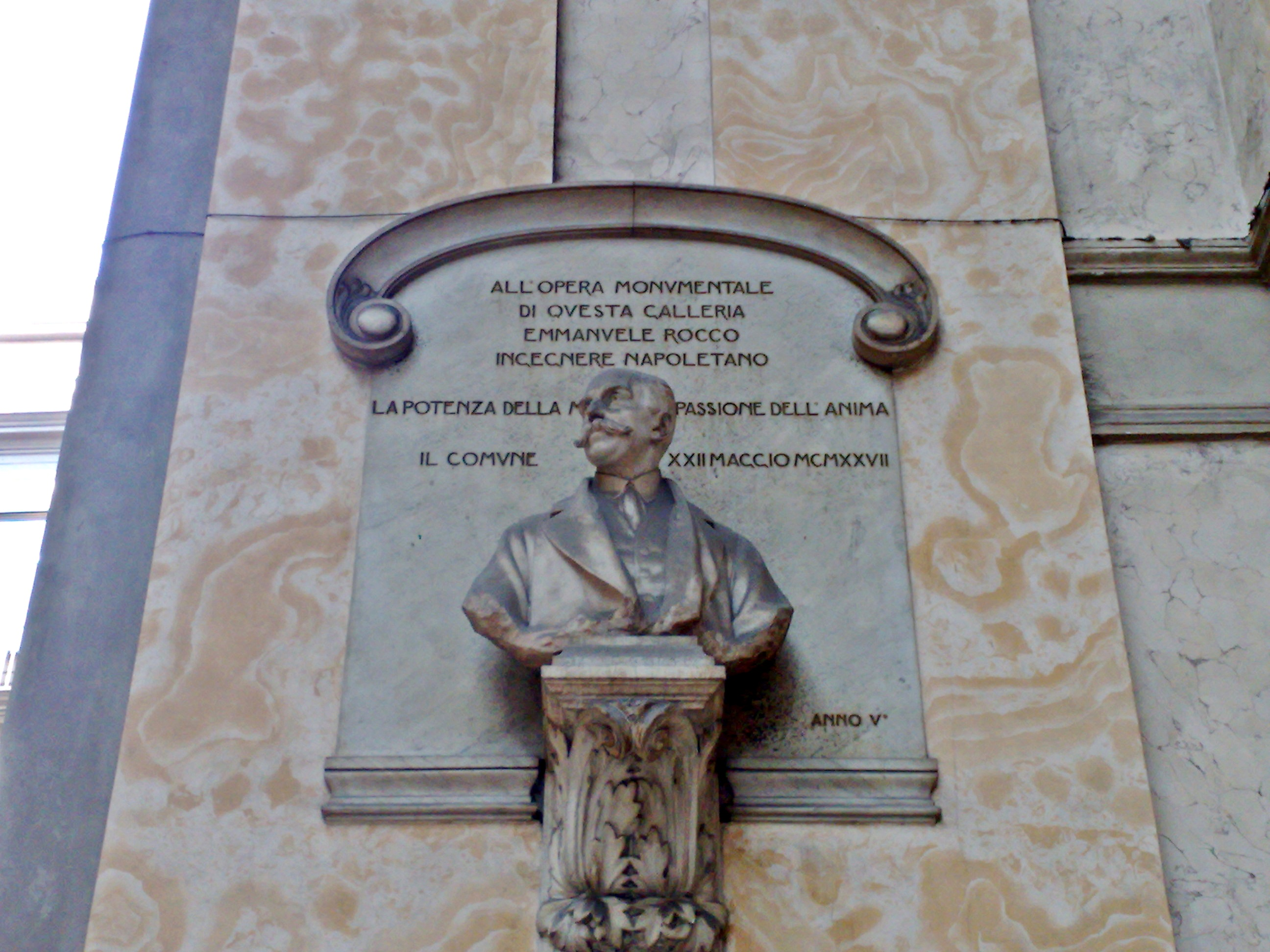
Monumento al ingeniero Emmanuele Rocco

La zona donde se encuentra la galería, Santa Brigida, ya estaba densamente urbanizada en el siglo XVI y se caracterizaba por una maraña de calles paralelas, conectadas por cortos callejones, que desde Via Toledo desembocaban frente a Castel Nuovo. Estos callejones gozaban de mala fama ya que se encontraban tabernas y prostíbulos, y se cometían delitos de todo género. En los años 1880 el deterioro alcanzó niveles extremos: en los estrechos callejones se levantaban edificios de seis pisos en un entorno higiénico pésimo (en la zona, entre 1835 y 1884, habían estallado nueve epidemias de cólera). Bajo la presión de la opinión pública, tras la epidemia de 1884 se empezó a considerar la necesidad de una intervención gubernativa.
En 1885 fue aprobada la ley para el saneamiento de la ciudad (Risanamento), y también la zona de Santa Brigida fue objeto de una nueva disposición territorial. Se presentaron varias propuestas: el proyecto ganador fue el del ingeniero Emmanuele Rocco, luego ampliado por Ernesto di Mauro. Este proyecto preveía una galería con cuatro brazos que se cruzan en un crucero octagonal, cubierto por una cúpula. La demolición de los edificios preexistentes comenzó el 1 de mayo de 1887, y el 5 de noviembre del mismo año se colocó la primera piedra del edificio. La galería fue inaugurada en el espacio de tres años, precisamente el 19 de noviembre de 1890, y dedicada a Humberto I, rey de Italia.

## Descripción

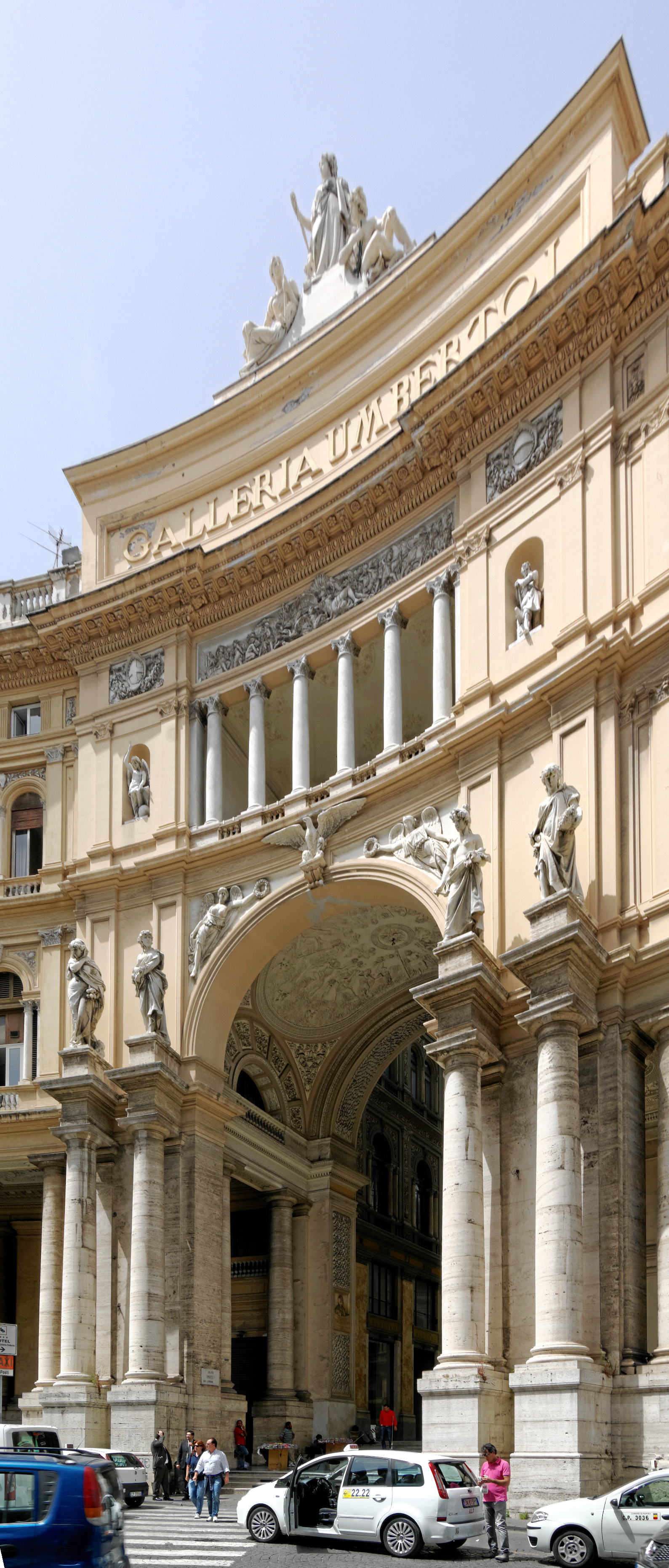
Entrada a la Galleria Umberto I frente al Teatro de San Carlos.

### Exterior
La entrada principal, que se abre a Via San Carlo, está constituida por una fachada con exedra, que en la parte inferior presenta un pórtico arquitrabado, sostenido por columnas de travertino y dos arcos ciegos, uno que permite el acceso a la galería y otro abierto al deambulatorio. Siguen un orden de ventanas serlianas, separadas por parejas de lesenas de capitel compuesto, y un segundo piso con ventanas con mainel y lesenas parecidas a las anteriores. El ático presenta parejas de ventanas cuadradas y lesenas de capitel toscano (las que están entre las ventanas son acanaladas).

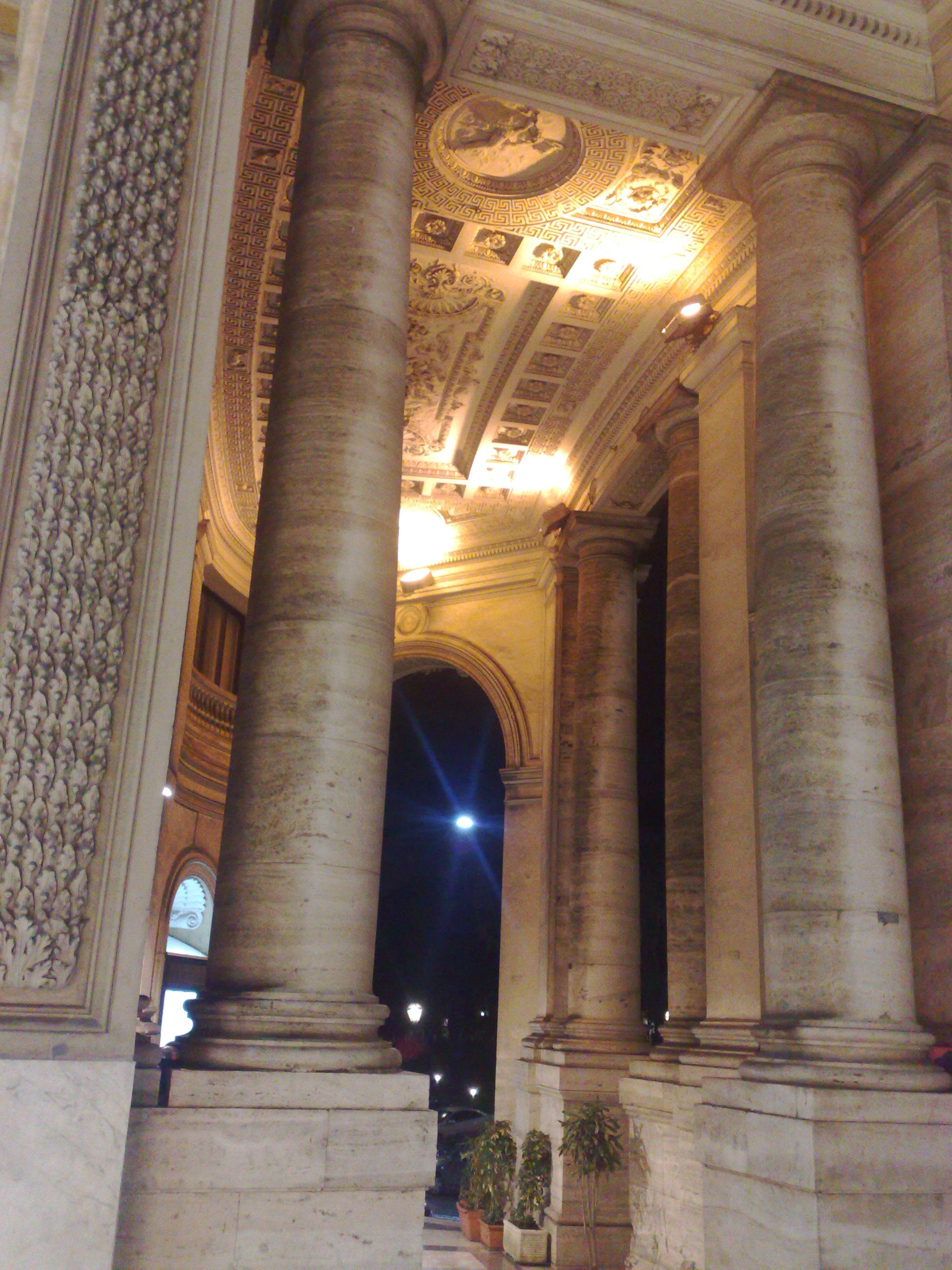
Particular del techo de la entrada principal.

En las columnas del arco de derecha se encuentran seis estatuas: cuatro dedicadas a las temporadas del año (desde izquierda a derecha: Invierno, Primavera, Verano y Otoño) y dos a las actividades humanas (el Trabajo y el Genio de la ciencia). En la fachada están el Comercio y la Industria, semiacostados a los lados de la Riqueza, mitos de la sociedad burguesa.
En las columnas del arco de izquierda se encuentran Europa, Asia, Africa y América. En los nichos son representados, en la izquierda, la Física y, en la derecha, la Química. En el fastigio, en la derecha está la estatua del Telégrafo, acostado, y en la izquierda la del Vapor, cerca de la Abundancia: de esta manera, se presenta una imagen positiva de la ciencia y del progreso, capaces de unificar las diferentes partes del mundo. En el techo del pórtico se notan una serie de tondos con divinidades clásicas. Los dioses representados son Diana, Crono, Venus, Júpiter, Mercurio y Juno.
Las fachadas menores tienen una estructura parecida, pero presentan únicamente decoraciones en estuco. La fachada en Via Toledo posee, a los lados de la entrada, dos parejas de putti con escudos representantes del Seggio de Capuana, con un caballo pasante, y del Seggio de Portanova, con una puerta. La fachada en Via Santa Brigida presenta los escudos de los Seggi de Porto, con un hombre marino, y de Montagna, con unos montes. A los lados del arco se encuentran dos paneles alusivos a la guerra y a la paz. En la fachada en Via Verdi están los escudos del Seggio de Nilo, con un caballo desenfrenado, y del Seggio del Popolo, con la letra P. A los lados se encuentran dos paneles alusivos a la abundancia y a la riqueza, caracterizados por el cultivo de la tierra y el ejercicio de la navegación.

### Interior

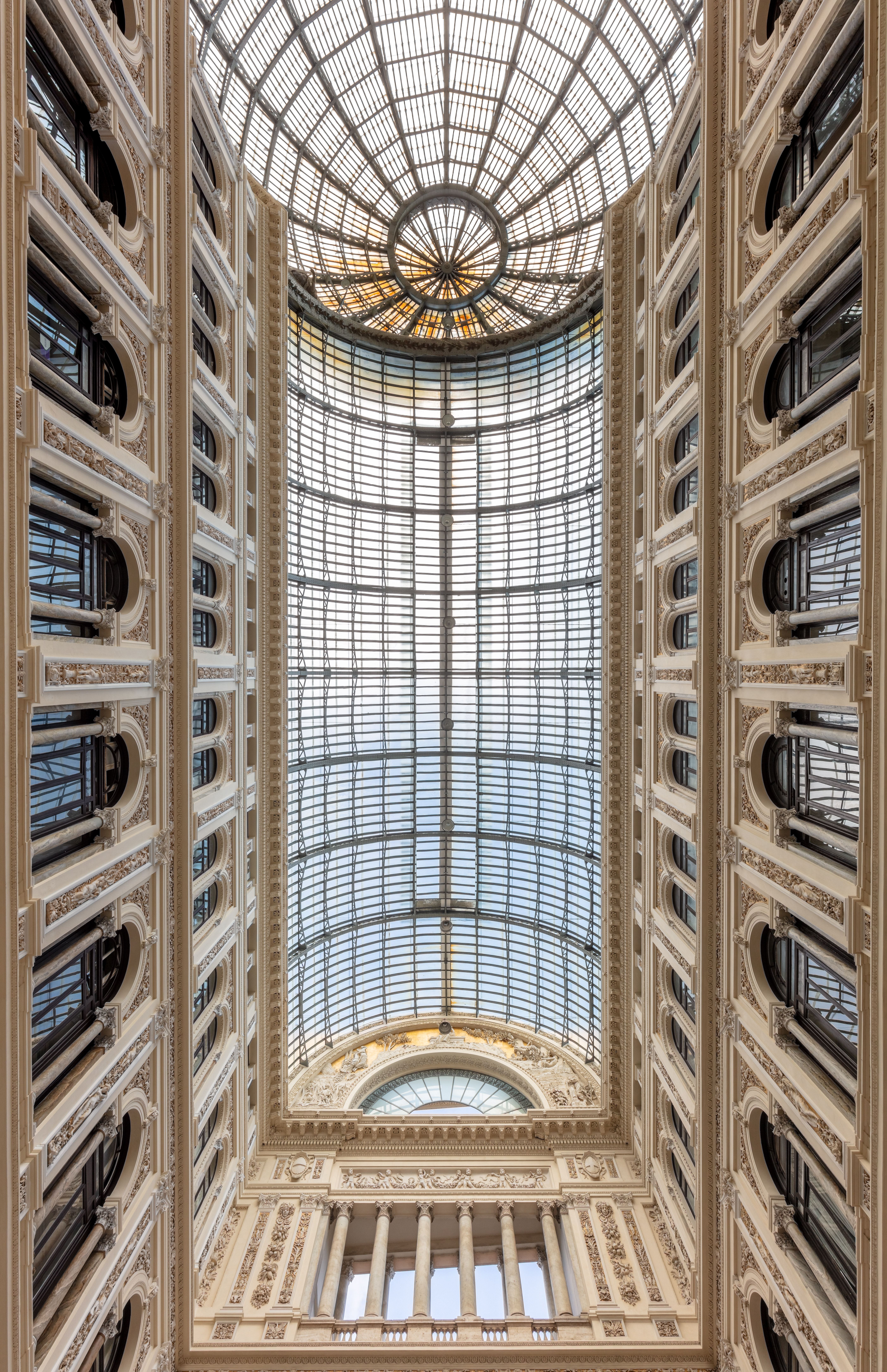
Particular interior de la galería.

El interior de la galería está constituido por dos calles que se cruzan ortogonalmente, cubiertas por una estructura en hierro y vidrio y flanqueadas por algunos edificios, cuatro de los cuales con entrada desde el octágono central. Las fachadas de los edificios reflejan la principal: de hecho el orden inferior está dividido por grandes lesenas lisas, pintadas con falso mármol, que encuadran las entradas de las tiendas y de los entresuelos superiores. En el primer piso están las ventanas con mainel, en el segundo las biforas, en el ático las ventanas cuadradas.

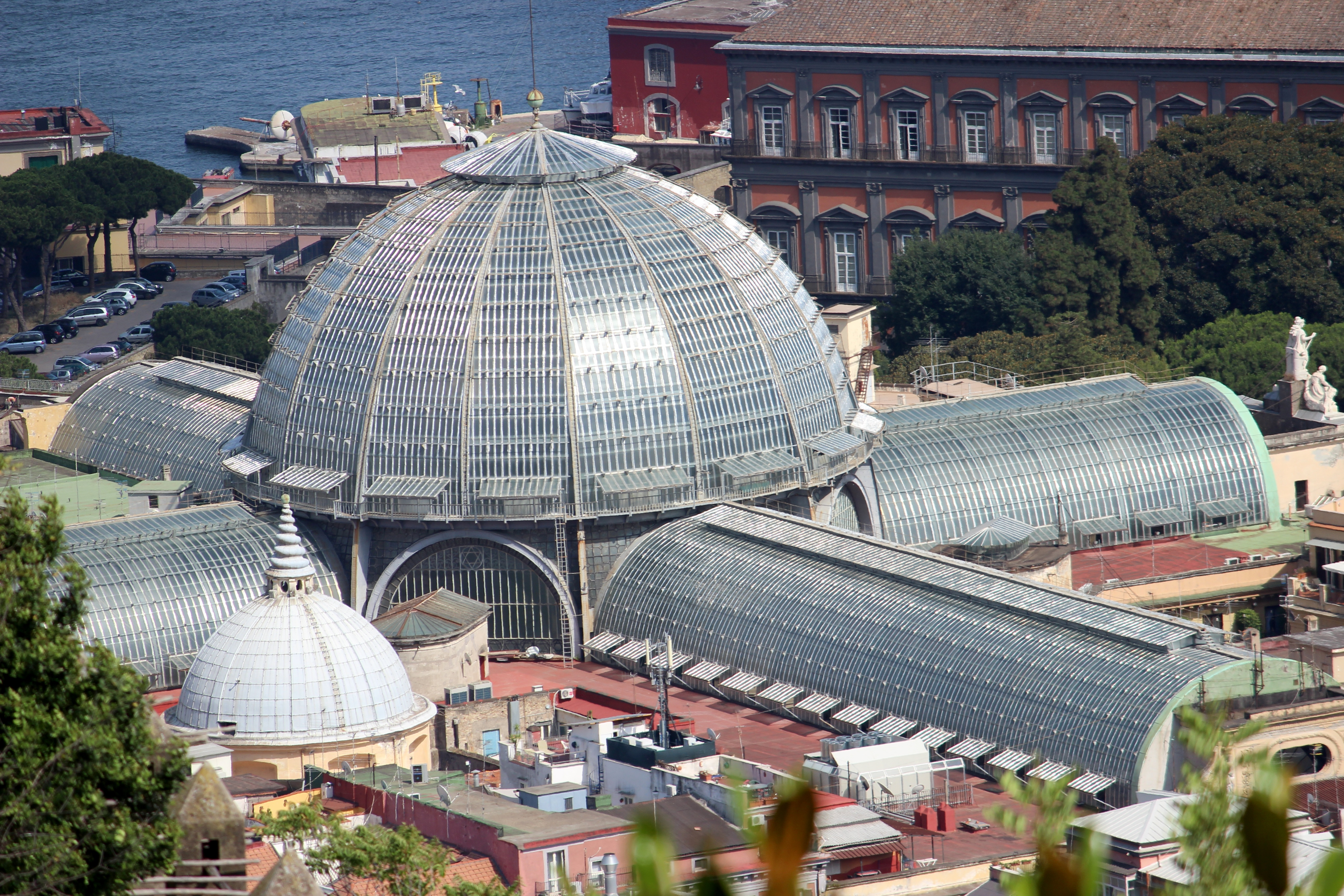
La bóveda de vidrio vista desde arriba.

La bóveda en vidrio y hierro, proyectada por Paolo Boubée, logra armonizar perfectamente con la estructura en albañilería. En las pechinas de la cúpula ocho figuras femeninas de cobre sostienen lámparas. Las amplias lunetas en las cabeceras de los brazos presentan complejas escenas en estuco, todas relacionadas con la música. En el tambor de la cúpula, decorado con ventanas semicirculares, es visible la Estrella de David presente en todas las cuatro ventanas.

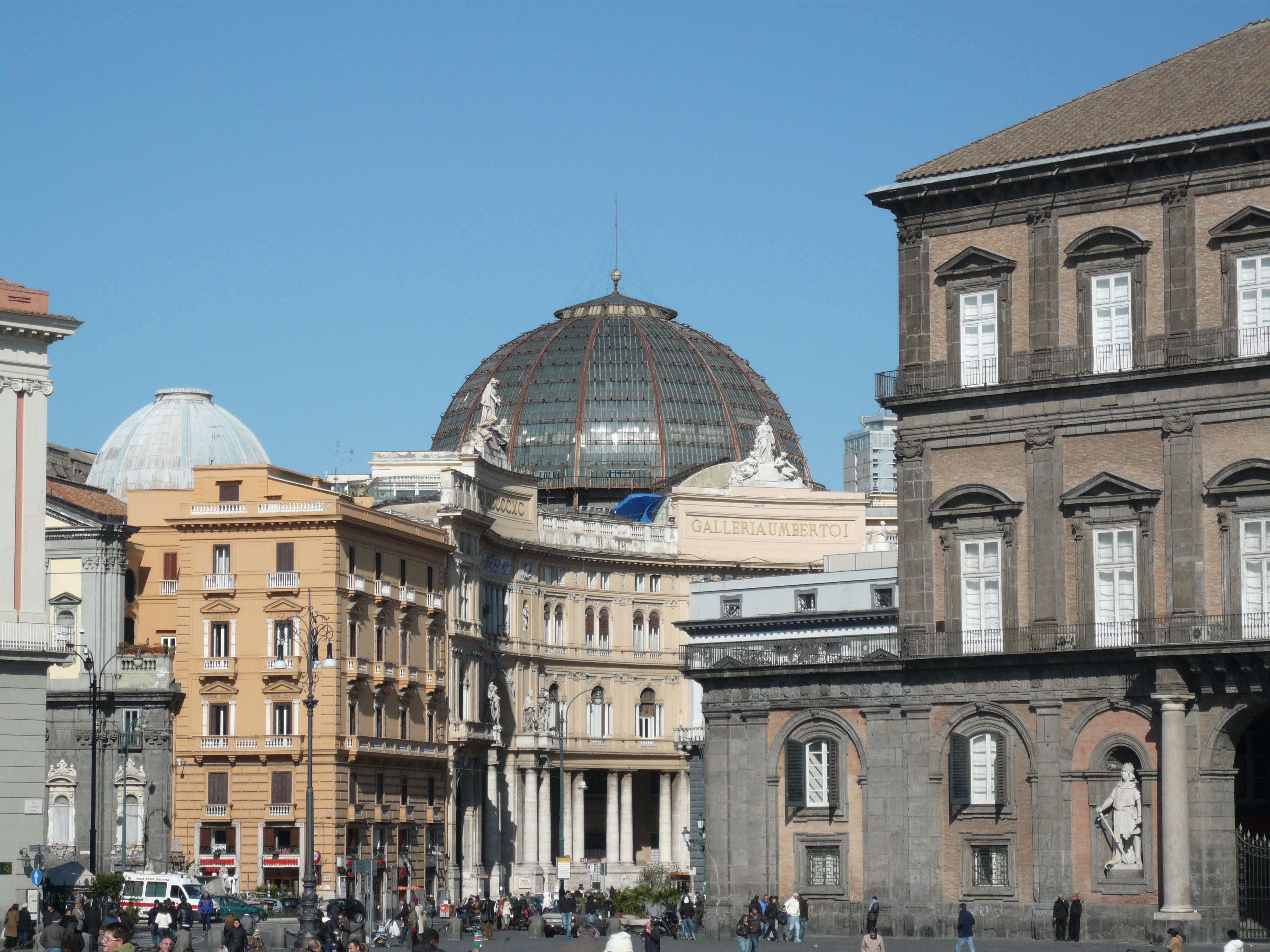
La galería vista desde Plaza del Plebiscito.

En el pavimento bajo la cúpula se encuentran mosaicos con vientos y signos zodiacales, realizados en 1952 por la empresa Padoan de Venecia en sustitución de los originales, dañados por los pasos y la guerra. Los bombardeos provocaron la destrucción de todas las coberturas de vidrio. Cerca de las entradas, bustos y lápidas conmemoran lugares desaparecidos y los que participaron en la realización de la obra.
En el brazo hacia Via Verdi puede verse una inscripción que recuerda la posada "Moriconi", donde en 1787 se hospedó Goethe. Entrando del lado del Teatro de San Carlos se encuentra una lápida dedicada al ingeniero Paolo Boubée. En la parte de abajo a la galería hay otro crucero, de dimensiones menores, en cuyo centro se encuentra el Salone Margherita, teatro de la Belle Époque, que por más de veinte años fue la sede principal de la diversión nocturna de los napolitanos, acogiendo a varias personalidades nacionales como Matilde Serao, Salvatore di Giacomo, Gabriele d'Annunzio, Roberto Bracco, Ferdinando Russo, Eduardo Scarfoglio y Francesco Crispi.